# Type G CGO
Le type G est un type d'automotrice électrique pour tramway de la Compagnie générale des omnibus (CGO) qui a circulé sur le réseau parisien entre 1913 et 1935.

## Histoire
La Compagnie générale des omnibus (CGO), réalise en 1912, une série de 400 véhicules à 2 essieux pour assurer l'exploitation de ses lignes en traction électrique. Avant cette date, la CGO utilisait la traction mécanique et animale. En 1921, la série est intégrée au parc de la STCRP puis réformée entre 1931 et 1935.

## Caractéristiques

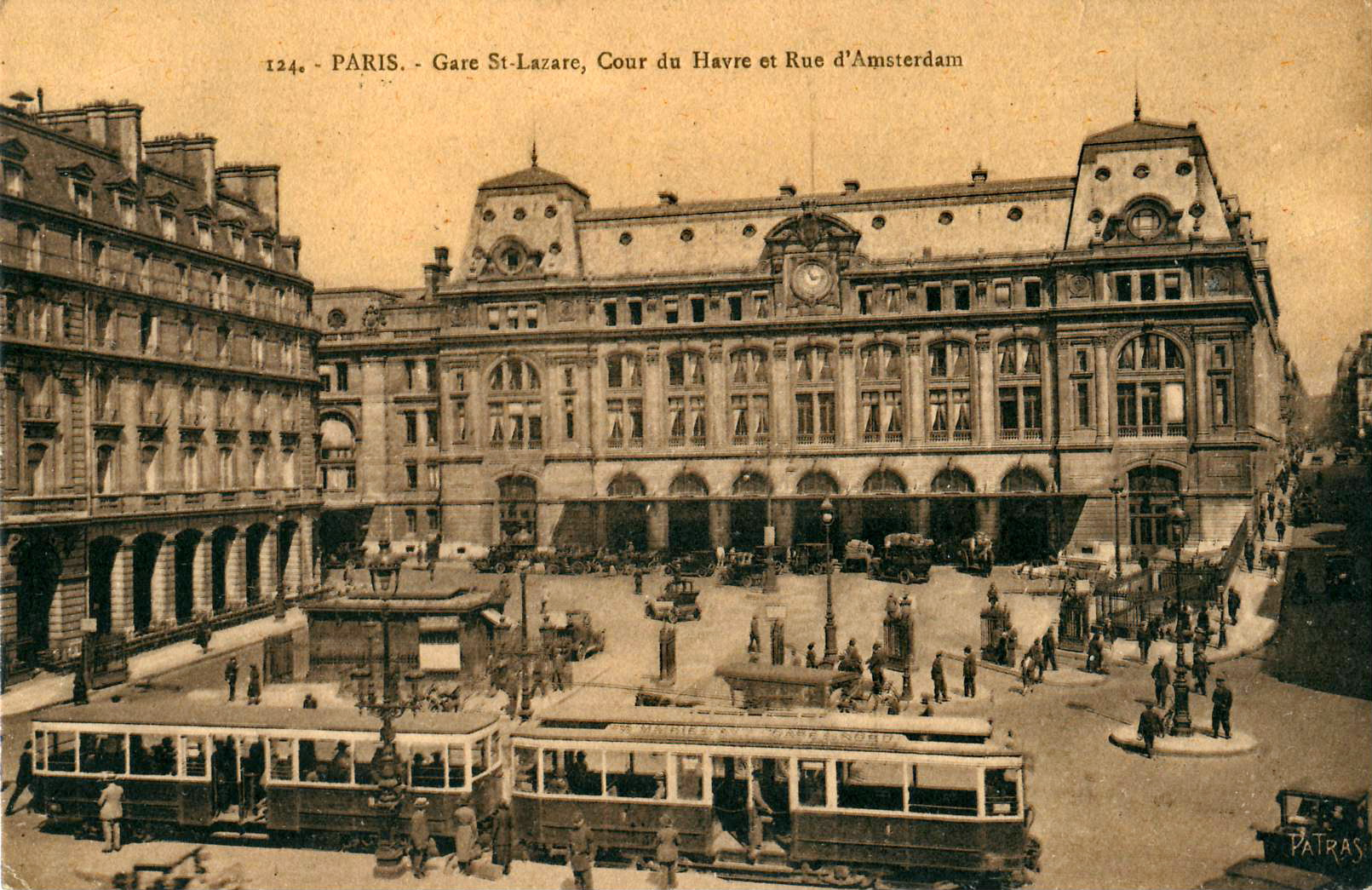
Motrice G et attelage de type A à la Gare Saint-Lazare.

La caisse offrait deux compartiments symétriques, accessibles par une plate-forme centrale. Aux extrémités, se trouvaient les postes de conduite. La toiture était équipée d'un lanterneau. Le châssis était constitué de longerons recevant la suspension et les deux essieux. L'équipement de traction se composait de deux moteurs GE 216 de 50cv et de deux contrôleurs. L'alimentation se faisait par perche et caniveau.

### Caractéristiques générales
- Numérotation : 301 à 700
- Longueur : 11,31 m
- Largeur : 2 m
- Empattement des essieux : 3,60 m
- Poids : 14,8 t

### Motorisation
- Puissance : 2 x 50 cv (moteurs GE 216)

### Aménagement
- Capacité : 
  - places assises : 1re classe : 15 places, 2e classe : 15 places
  - places debout sur la plateforme : 10 places